# Cụm bãi cạn Luconia
Cụm bãi cạn Luconia (tiếng Anh: Luconia Shoals) là một tập hợp rạn đá ngầm (hay bãi cạn) ở phía nam Biển Đông. Trung Quốc và Đài Loan cho rằng cụm bãi cạn Luconia thuộc phạm vi của khái niệm quần đảo Nam Sa và nằm hoàn toàn trong đường chín đoạn. Malaysia cũng yêu sách cụm này dựa trên quan điểm chúng thuộc vùng đặc quyền kinh tế.

## Địa lý

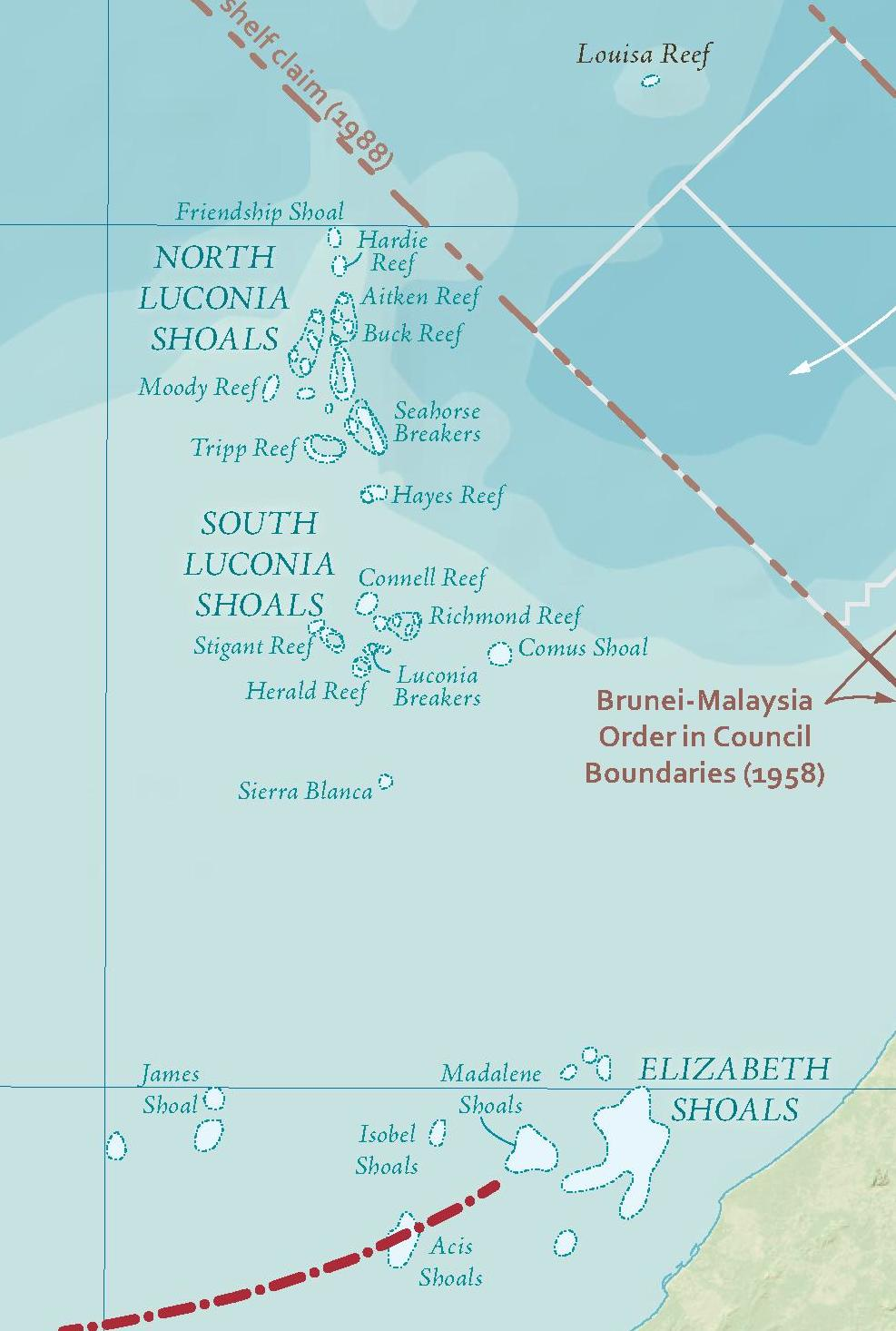
Bản đồ cụm bãi cạn Luconia do Bộ Ngoại giao Hoa Kỳ xuất bản

Cụm bãi cạn Luconia nằm về hướng nam quần đảo Trường Sa, trên thềm lục địa của bờ biển bang Sarawak, Malaysia. Các thực thể địa lý của cụm bãi Luconia là các ám tiêu (rạn đá ngầm) từ san hô hoặc cát. Người ta chia cụm này làm hai phần là cụm bãi cạn Luconia Bắc và cụm bãi cạn Luconia Nam. Hầu như toàn bộ số thực thể địa lý thuộc cụm bãi Luconia đều chìm dưới nước, trừ rạn Luconia Breakers thuộc cụm bãi Luconia Nam. Có nguồn cho rằng ngoài rạn Luconia Breakers thì còn hai rạn đá nổi nữa là rạn Hayes và rạn Seahorse Breakers thuộc cụm bãi Luconia Bắc.
- Cụm bãi Luconia Bắc gồm các thực thể hợp thành dạng hình tam giác cân với đáy dài 40 hải lý (74 km). Cụm trải rộng trên một diện tích là 1.400 km². Đa số các thực thể thuộc cụm này nằm ở độ sâu từ 3,7 đến 9,6 m dưới mực nước biển.[3]
- Cụm bãi Luconia Nam nhỏ hơn cụm Bắc và nằm cách cụm Bắc 12 hải lý (22,2 km) về phía nam. Cụm trải rộng trên một diện tích là 900 km². Các thực thể thuộc cụm này hợp thành dạng hình quả trứng nằm ngang, và đa số nằm ở độ sâu từ 4,6 đến 8,2 m dưới mực nước biển.[3]

### Danh sách thực thể
Chú thích: 
| 1. STT: số thứ tự             | 3. Beting: bãi cạn; ám sa: bãi cát ngầm |
| 2. Terumbu, tiêu: rạn đá ngầm | 4. Gugusan beting: cụm bãi cạn          |

| Danh sách các thực thể địa lý thuộc cụm bãi cạn Luconia | Danh sách các thực thể địa lý thuộc cụm bãi cạn Luconia | Danh sách các thực thể địa lý thuộc cụm bãi cạn Luconia | Danh sách các thực thể địa lý thuộc cụm bãi cạn Luconia | Danh sách các thực thể địa lý thuộc cụm bãi cạn Luconia | Danh sách các thực thể địa lý thuộc cụm bãi cạn Luconia                     |
| STT                                                     | Tên tiếng Anh                                           | Tên tiếng Mã Lai                                        | Tên tiếng Trung giản thể                                | Toạ độ                                                  | Đặc điểm                                                                    |
| ------------------------------------------------------- | ------------------------------------------------------- | ------------------------------------------------------- | ------------------------------------------------------- | ------------------------------------------------------- | --------------------------------------------------------------------------- |
| 1                                                       | Luconia Shoals                                          | -                                                       | -                                                       | -                                                       | -                                                                           |
| 2                                                       | North Luconia Shoals                                    | Gugusan Beting Raja Jarum                               | 北康暗沙 (Bắc Khang ám sa)                              | -                                                       | -                                                                           |
| 2.1                                                     | Aitken Reef                                             | Terumbu Datak Landih                                    | 义净礁 (Nghĩa Tịnh tiêu)                                | 5°42′B 112°33′Đ / 5,7°B 112,55°Đ                        | sâu 9,4 m.                                                                  |
| 2.2                                                     | Buck Reef                                               | Terumbu Linggir                                         | 法显暗沙 (Pháp Hiển ám sa)                              | 5°52′B 112°34′Đ / 5,867°B 112,567°Đ                     | sâu tối thiểu 4,9 m.                                                        |
| 2.3                                                     | Friendship Shoal                                        | Beting Rentap                                           | 盟谊暗沙 (Minh Nghị ám sa)                              | 5°57′B 112°33′Đ / 5,95°B 112,55°Đ                       | sâu tối thiểu 8,2 m.                                                        |
| 2.4                                                     | Hardie Reef                                             | Terumbu Asun                                            | 海康暗沙 (Hải Khang ám sa)                              | 5°56′B 112°32′Đ / 5,933°B 112,533°Đ                     | sâu tối thiểu 5,1 m.                                                        |
| 2.5                                                     | Hayes Reef                                              | Terumbu Lang Ngindang                                   | 南屏礁 (Nam Bình tiêu)                                  | 5°22′B 112°36′Đ / 5,367°B 112,6°Đ                       | là một rạn đá nhỏ, dốc và rất cạn nước.                                     |
| 2.6                                                     | Moody Reef                                              | Terumbu Permaisuri                                      | 康西暗沙 (Khang Tây ám sa)                              | 5°35′B 112°23′Đ / 5,583°B 112,383°Đ                     | sâu 7,3 m.                                                                  |
| 2.7                                                     | Seahorse Breakers                                       | Hempasan Dang Ajar                                      | 南安礁 (Nam An tiêu)                                    | 5°32′B 112°35′Đ / 5,533°B 112,583°Đ                     | sâu dưới 2 m.                                                               |
| 2.8                                                     | Tripp Reef                                              | Terumbu Litong                                          | 北安礁 (Bắc An tiêu)                                    | 5°29′B 112°30′Đ / 5,483°B 112,5°Đ                       | sâu tối thiểu 3,7 m.                                                        |
| 3                                                       | South Luconia Shoals                                    | Gugusan Beting Patinggi Ali                             | 南康暗沙 (Nam Khang ám sa)                              | -                                                       | -                                                                           |
| 3.1                                                     | Comus Shoal                                             | Beting Merpati                                          | 欢乐暗沙 (Hoan Lạc ám sa)                               | 5°01′B 112°56′Đ / 5,017°B 112,933°Đ                     | sâu tối thiểu 8,2 m.                                                        |
| 3.2                                                     | Connell Reef                                            | Terumbu Dato Talip                                      | 隐波暗沙 (Ẩn Ba ám sa)                                  | 5°06′B 112°34′Đ / 5,1°B 112,567°Đ                       | sâu tối thiểu 1,8 m. Có một xác tàu đắm ở góc tây nam của rạn.              |
| 3.3                                                     | Herald Reef                                             | Terumbu Saji                                            | 海宁礁 (Hải Ninh tiêu)                                  | 4°57′B 112°35′Đ / 4,95°B 112,583°Đ                      | đường kính 0,4 hải lý (741 m); độ sâu phân hoá từ dưới 2 m đến khoảng 55 m. |
| 3.4                                                     | Luconia Breakers                                        | Hempasan Bentin                                         | 琼台礁 (Quỳnh Đài tiêu)                                 | 4°59′B 112°37′Đ / 4,983°B 112,617°Đ                     | nổi khỏi mặt nước.                                                          |
| 3.5                                                     | Richmond Reef                                           | Terumbu Balingian                                       | 潭门礁 (Đàm Môn tiêu)                                   | 5°04′B 112°43′Đ / 5,067°B 112,717°Đ                     | sâu tối thiểu 3,6 m.                                                        |
| 3.6                                                     | Sierra Blanca/Sterra Blanca                             | -                                                       | 澄平礁 (Trừng Bình tiêu)                                | 4°51′B 112°32′Đ / 4,85°B 112,533°Đ                      | -                                                                           |
| 3.7                                                     | Stigant Reef                                            | Terumbu Sahap                                           | 海安礁 (Hải An tiêu)                                    | 5°02′B 112°29′Đ / 5,033°B 112,483°Đ                     | dạng hình móng ngựa, sâu từ 4,6 đến 11 m.                                   |

## Tranh chấp
Trung Hoa Dân Quốc (Đài Loan) và Cộng hòa Nhân dân Trung Hoa (Trung Quốc) cho rằng cụm bãi cạn Luconia thuộc phạm vi của khái niệm quần đảo Nam Sa và nằm hoàn toàn trong đường chín đoạn. Malaysia đòi hỏi cụm Luconia theo quan điểm chúng thuộc vùng đặc quyền kinh tế của nước này. Tuy nhiên, phía Malaysia không đặt nặng vấn đề này trên phương diện ngoại giao.